# 自己満足
自己満足（じこまんぞく）とは、心理学用語の一つ。これは人間が行動を行った場合に、その行った行動に対して自分自身が満足をするようなもののことを言う。ここで自分自身が満足しているのは、客観的評価に関係なくされているということである。自己満（じこまん）とも呼ばれる。人間が行為を行う場合に、それが自己満足に終わらないように注意を促されている場合がある。たとえばボランティアなどといった活動というのは、それには社会に貢献をするという理念を持った上で行われるということであるが、実際にはそれが自己満足に終わっているという事例が指摘がされていることがある。企業経営においても自己満足というのは非難されている事柄であり、社内において自己満足が蔓延するようなことがあれば、そのことから企業の業績が悪化するということにもなるとのこと。